# Antonio Ceballos Atienza

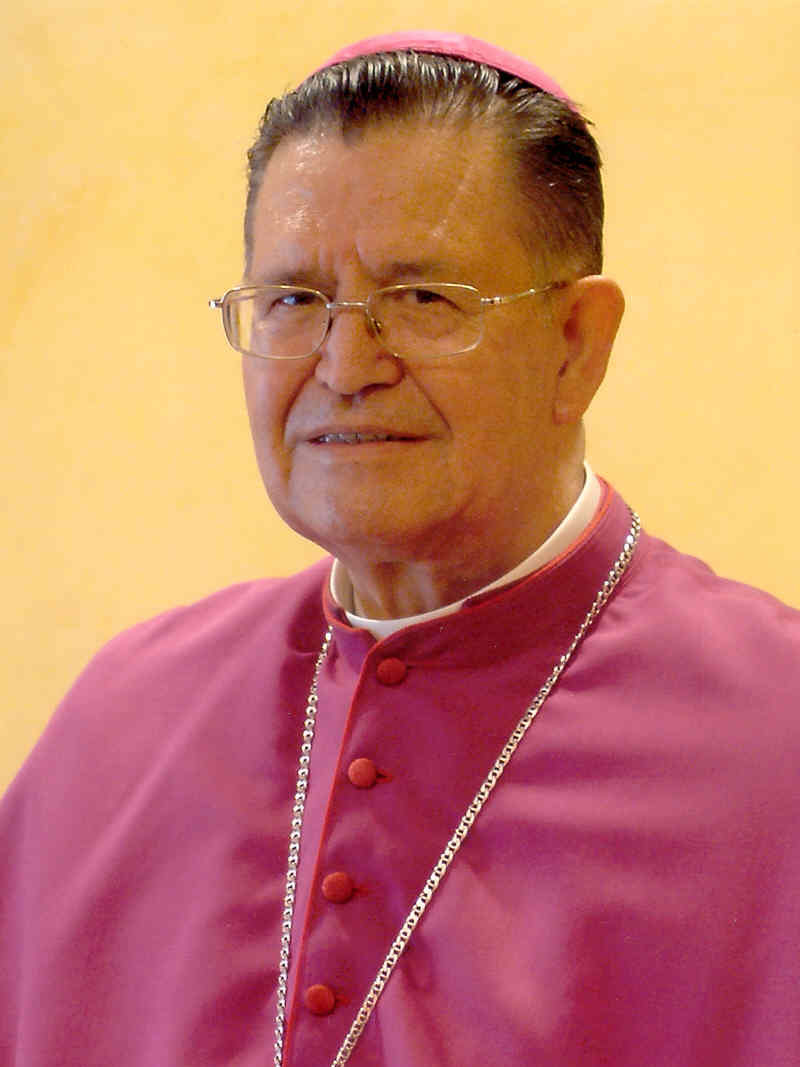
Bischof Antonio Ceballos

Antonio Ceballos Atienza (* 31. Juli 1935 in Alcalá la Real; † 21. September 2022 in Jaén) war ein spanischer Geistlicher und römisch-katholischer Bischof von Cádiz y Ceuta.

## Leben
Antonio Ceballos Atienza studierte Philosophie und Theologie am Kleinen und Großen Diözesanseminar von Jaén. Später wurde er an der Theologischen Fakultät in Granada promoviert. Am 29. Juni 1961 empfing er die Priesterweihe. Er war unter anderem Theologieprofessor, Spiritual und Rektor des Kleinen und Großen Seminars von Jaén, Leiter der Sommerkurse für die Region Andalusien und seit 1982 Kanonikus der Kathedrale von Jaén. 1985 wurde er Leiter des Sekretariats der Bischöflichen Kommission für den Klerus der spanischen Bischofskonferenz.
Papst Johannes Paul II. ernannte ihn am 7. Januar 1988 zum Bischof von Ciudad Rodrigo. Die Bischofsweihe in der Kathedrale von Ciudad Rodrigo spendete ihm der Apostolische Nuntius in Spanien, Mario Tagliaferri, am 25. März desselben Jahres; Mitkonsekratoren waren Marcelo Kardinal González Martín, Erzbischof von Toledo, und Angel Kardinal Suquía Goicoechea, Erzbischof von Madrid. Er war unter anderem von 1990 bis 1996 auch Mitglied der Kommission für Seminare und Universitäten war. Am 10. Dezember 1993 berief ihn Johannes Paul II. zum Bischof von Cádiz y Ceuta. 
Am 30. August 2011 nahm Papst Benedikt XVI. sein aus Altersgründen vorgebrachtes Rücktrittsgesuch an. Ceballos Atienza starb am 21. September 2022 im Alter von 87 Jahren an den Folgen eines Schlaganfalls. Er wurde in der Kathedrale von Cádiz beigesetzt.